# Fairwater (Wisconsin)
Fairwater est un village du comté de Fond du Lac, dans l'État du Wisconsin, aux États-Unis. En 2020, il comptait une population de 346 habitants.